# W3TROPICOS
Trópicos es el nombre con el que se designa a una base de datos y buscador que permite el acceso a la base de datos del Nomenclátor del Jardín Botánico de Misuri, VAST (VAScular Trópicos), y a los datos de las autoridades relacionadas que provienen de una variedad de proyectos en colaboración de tipo florístico, monográfico y de conservación. 
La base de datos contiene imágenes, datos taxonómicos y bibliográficos de más de 4 millones de ejemplares de herbario que representan a más de 1,2 millones de especies diferentes. Además, contiene los datos de más de 48.000 publicaciones científicas. 

## Epígrafes sobre los que informa
- Información sobre los nombres 
  - Nombre de la planta y de los autores
  - Emplazamiento del grupo y familia
  - Lugar y fecha de la publicación
- Tipo de información 
  - Basónimos, con fecha y lugar de la publicación
  - Taxón siguiente más elevado, con lugar y fecha de la publicación
  - Otros usos del nombre
  - Sinónimos de este nombre, y referencias de uso alternativo
  - Homónimos y nombres infraspecíficos para las especies
- Referencias
  - Autor o autores de la publicación
  - Fecha de la publicación
  - Título del artículo
  - Título de la publicación o del libro
  - Volumen y números de las páginas
  - Claves